# Saison 2018 de l'équipe cycliste Wanty-Groupe Gobert
La saison 2018 de l'équipe cycliste Wanty-Groupe Gobert est la onzième de cette équipe.

## Préparation de la saison 2018

### Arrivées et départs
| Arrivées             | Équipe 2017             |
| -------------------- | ----------------------- |
| Bart De Clercq       | Lotto-Soudal            |
| Timothy Dupont       | Verandas Willems-Crelan |
| Odd Christian Eiking | FDJ                     |
| Boris Vallée         | Fortuneo-Oscaro         |

| Départs            | Équipe 2018                  |
| ------------------ | ---------------------------- |
| Kenny Dehaes       | WB-Veranclassic-Aqua Protect |
| Guillaume Levarlet | Saint-Michel-Auber 93        |
| Danilo Napolitano  | retraite                     |
| Robin Stenuit      | Natura4Ever-Sovac            |
| Frederik Veuchelen | retraite                     |

## Coureurs et encadrement technique

### Effectif

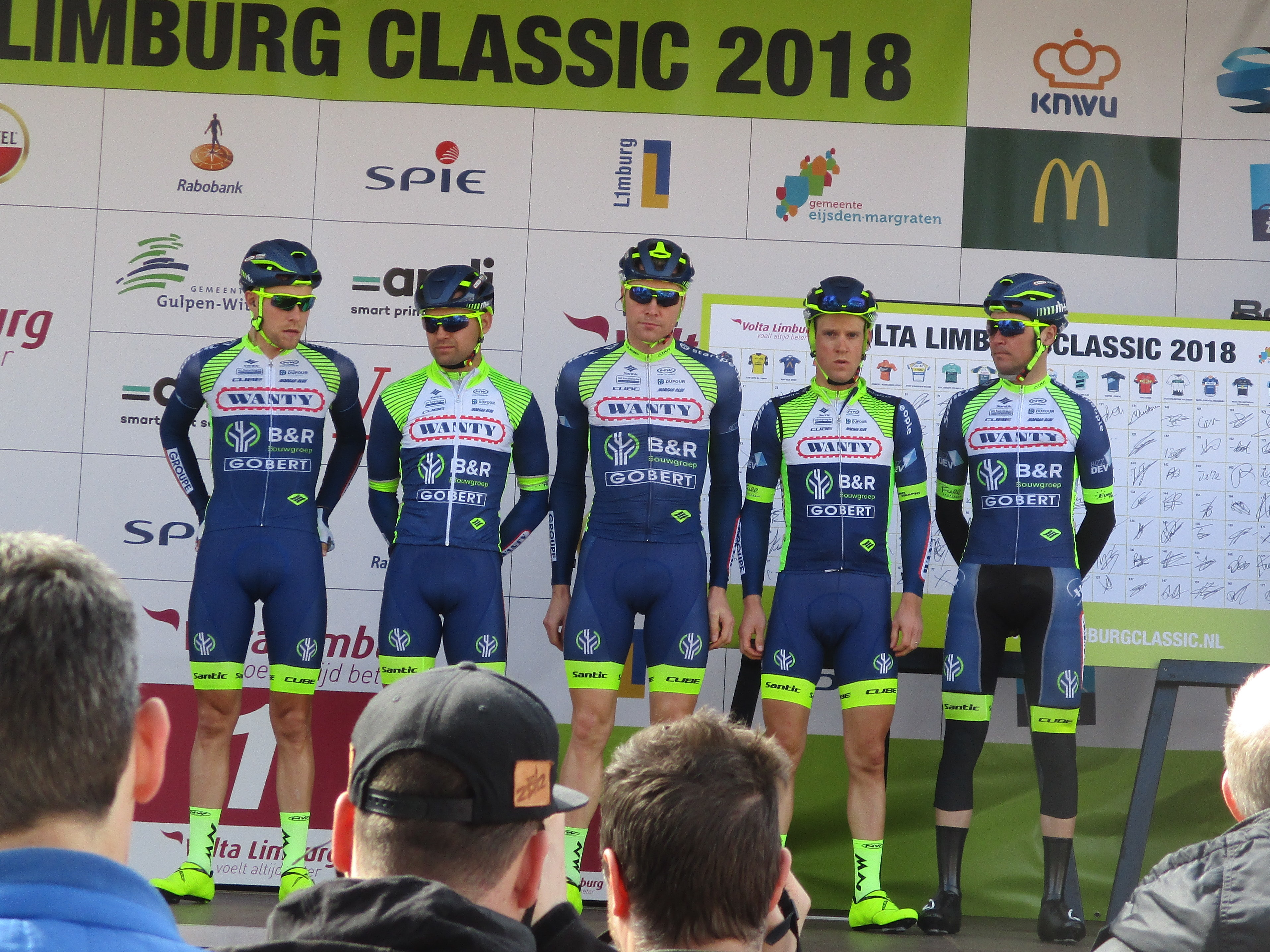
Coureurs de l'équipe lors de la Volta Limburg Classic.

| Cycliste                 | Date de naissance | Nationalité      | Équipe 2017             |  |
| ------------------------ | ----------------- | ---------------- | ----------------------- |  |
| Simone Antonini          | 12 février 1991   | Italie           | Wanty-Groupe Gobert     |  |
| Frederik Backaert        | 13 mars 1990      | Belgique         | Wanty-Groupe Gobert     |  |
| Jérôme Baugnies          | 1er avril 1987    | Belgique         | Wanty-Groupe Gobert     |  |
| Bart De Clercq           | 26 août 1986      | Belgique         | Lotto-Soudal            |  |
| Thomas Degand            | 13 mai 1986       | Belgique         | Wanty-Groupe Gobert     |  |
| Tom Devriendt            | 29 octobre 1991   | Belgique         | Wanty-Groupe Gobert     |  |
| Fabien Doubey            | 21 octobre 1993   | France           | Wanty-Groupe Gobert     |  |
| Timothy Dupont           | 1er novembre 1987 | Belgique         | Verandas Willems-Crelan |  |
| Odd Christian Eiking     | 28 décembre 1994  | Norvège          | FDJ                     |  |
| Wesley Kreder            | 4 novembre 1990   | Pays-Bas         | Wanty-Groupe Gobert     |  |
| Guillaume Martin         | 9 juin 1993       | France           | Wanty-Groupe Gobert     |  |
| Mark McNally             | 20 juillet 1989   | Royaume-Uni      | Wanty-Groupe Gobert     |  |
| Xandro Meurisse          | 31 janvier 1992   | Belgique         | Wanty-Groupe Gobert     |  |
| Marco Minnaard           | 11 avril 1989     | Pays-Bas         | Wanty-Groupe Gobert     |  |
| Yoann Offredo            | 12 novembre 1986  | France           | Wanty-Groupe Gobert     |  |
| Andrea Pasqualon         | 2 janvier 1988    | Italie           | Wanty-Groupe Gobert     |  |
| Dion Smith               | 18 décembre 1994  | Nouvelle-Zélande | Wanty-Groupe Gobert     |  |
| Boris Vallée             | 3 juin 1993       | Belgique         | Fortuneo-Oscaro         |  |
| Guillaume Van Keirsbulck | 14 février 1991   | Belgique         | Wanty-Groupe Gobert     |  |
| Kévin Van Melsen         | 1er avril 1987    | Belgique         | Wanty-Groupe Gobert     |  |
| Pieter Vanspeybrouck     | 10 février 1987   | Belgique         | Wanty-Groupe Gobert     |  |

## Bilan de la saison

### Victoires
| Date       | Course                                       | Pays       | Classe | Vainqueur                |
| ---------- | -------------------------------------------- | ---------- | ------ | ------------------------ |
| 05/04/2018 | 3e étape du Circuit de la Sarthe             | France     | 2.1    | Guillaume Martin         |
| 06/04/2018 | Classement général du Circuit de la Sarthe   | France     | 2.1    | Guillaume Martin         |
| 26/05/2018 | Grand Prix de Plumelec-Morbihan              | France     | 1.1    | Andrea Pasqualon         |
| 01/06/2018 | 2e étape du Tour de Luxembourg               | Luxembourg | 2.HC   | Andrea Pasqualon         |
| 02/06/2018 | 3e étape du Tour de Luxembourg               | Luxembourg | 2.HC   | Andrea Pasqualon         |
| 03/06/2018 | Classement général du Tour de Luxembourg     | Luxembourg | 2.HC   | Andrea Pasqualon         |
| 27/06/2018 | Internationale Wielertrofee Jong Maar Moedig | Belgique   | 1.2    | Jérôme Baugnies          |
| 30/07/2018 | 3e étape du Tour de Wallonie                 | Belgique   | 2.HC   | Odd Christian Eiking     |
| 21/08/2018 | Grand Prix de la ville de Zottegem           | Belgique   | 1.1    | Jérôme Baugnies          |
| 26/08/2018 | Coupe Sels                                   | Belgique   | 1.1    | Timothy Dupont           |
| 29/08/2018 | Course des raisins                           | Belgique   | 1.1    | Xandro Meurisse          |
| 2/09/2018  | Antwerp Port Epic                            | Belgique   | 1.1    | Guillaume Van Keirsbulck |

### Résultats sur les courses majeures
Les tableaux suivants représentent les résultats de l'équipe dans les principales courses du calendrier international dans lesquelles l'équipe bénéficie d'une invitation (les cinq classiques majeures et les trois grands tours). Pour chaque épreuve est indiqué le meilleur coureur de l'équipe, son classement ainsi que les accessits glanés par l'équipe sur les courses de trois semaines.

#### Classiques
| Classique            | Milan-San Remo | Tour des Flandres   | Paris-Roubaix | Liège-Bastogne-Liège   | Tour de Lombardie |
| -------------------- | -------------- | ------------------- | ------------- | ---------------------- | ----------------- |
| Coureur (classement) | Non invitée    | Tom Devriendt (30e) | Non invitée   | Guillaume Martin (33e) | Non invitée       |

#### Grands tours
| Grand tour           | Tour d'Italie | Tour de France         | Tour d'Espagne |
| -------------------- | ------------- | ---------------------- | -------------- |
| Coureur (classement) | Non invitée   | Guillaume Martin (21e) | Non invitée    |
| Accessits            | -             | -                      | -              |